# Лукова (гміна)
Гміна Лукова (пол. Gmina Łukowa) — сільська гміна у східній Польщі. Належить до Білґорайського повіту Люблінського воєводства.
Станом на 31 грудня 2011 у гміні проживало 4315 осіб.

## Площа
Згідно з даними за 2007 рік площа гміни становила 148.75 км², у тому числі:
- орні землі: 47.00%
- ліси: 48.00%

Таким чином, площа гміни становить 8.87% площі повіту.

## Населення
Станом на 31 грудня 2011:
| Опис     | Загалом | Загалом | Чоловіки | Чоловіки | Жінки | Жінки |
| -------- | ------- | ------- | -------- | -------- | ----- | ----- |
| одиниця  | осіб    | %       | осіб     | %        | осіб  | %     |
| все      | 4315    | 100     | 2138     | 49.55    | 2177  | 50.45 |
| міське   | 0       | 100     | 0        |          | 0     |       |
| сільське | 4315    | 100     | 2138     | 49.55    | 2177  | 50.45 |

## Сусідні гміни
Гміна Лукова межує з такими гмінами: Александрув, Юзефув, Ксенжполь, Обша, Сусець, Терногород.